# Anonyx multiarticulatus
Anonyx multiarticulatus är en kräftdjursart som först beskrevs av Arthur Sperry Pearse 1913.  Anonyx multiarticulatus ingår i släktet Anonyx och familjen Uristidae. Inga underarter finns listade i Catalogue of Life.